# 駒帰廃寺跡

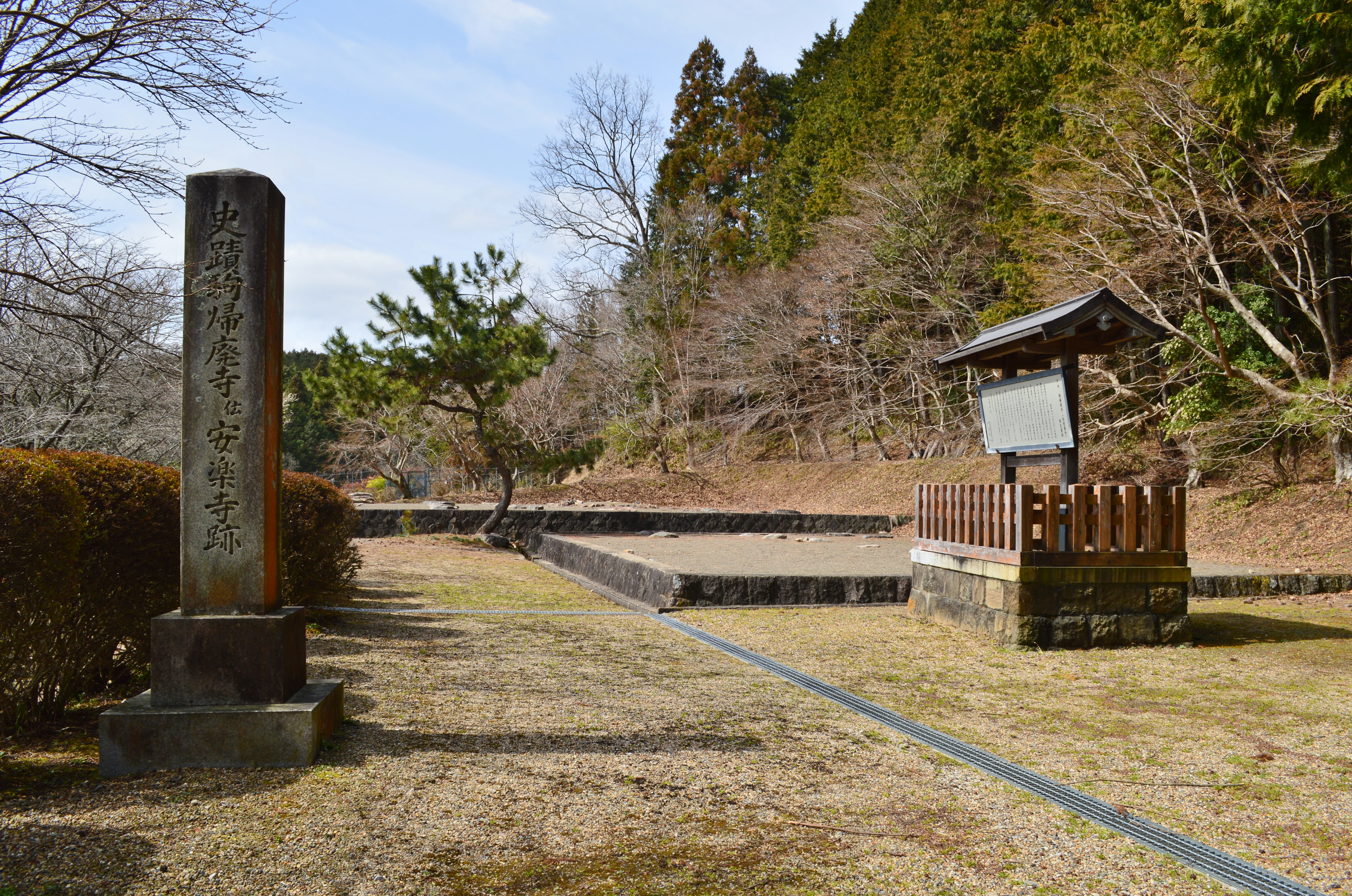
駒帰廃寺跡（伝安楽寺跡） 概観

駒帰廃寺跡（こまがえりはいじあと）は、奈良県宇陀市菟田野駒帰にある古代寺院跡。元々の寺名は「安楽寺」と推定される。奈良県指定史跡に指定されている。

## 概要
奈良県東部、宇陀盆地南部の丘陵斜面に位置する。『宇陀旧事記』に「安楽寺 駒帰村 本尊阿弥陀如来、七堂伽藍あり」と見える「安楽寺」に推定される寺院である。1970-1971年（昭和45-46年）に発掘調査が実施されている。
遺構は建物跡2棟・瓦窯跡1基が検出されており、発掘調査では瓦のほか仏片・古銭などが出土している。出土品の様相によれば奈良時代早期頃の創建で、平安時代頃に焼失したと推測される。奈良時代の地方寺院の性格を考察するうえで重要視される寺院跡になる。
寺域は1972年（昭和47年）に奈良県指定史跡に指定されている。

## 遺構

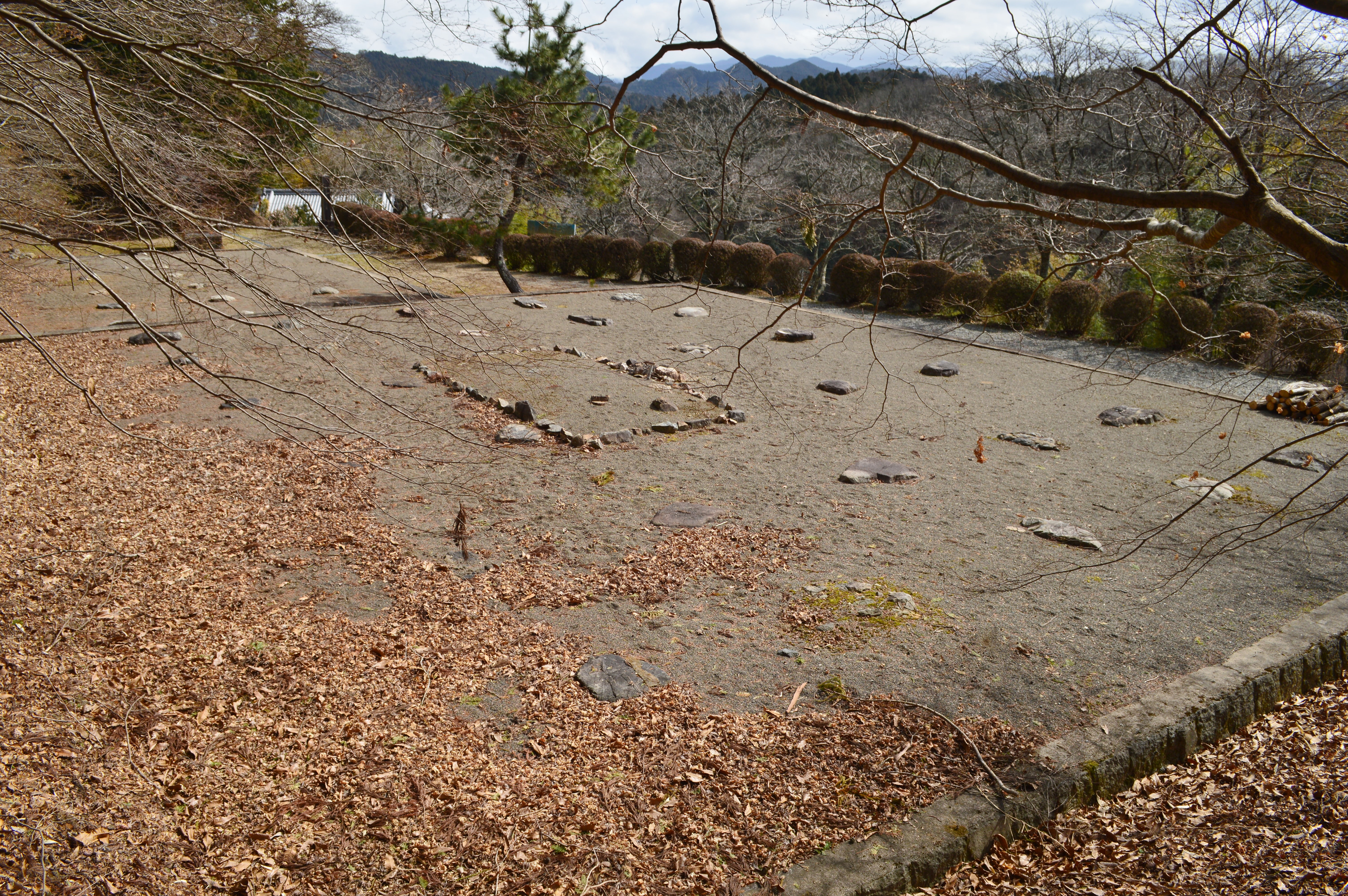
伽藍手前に西方建物跡（推定金堂跡）、左奥に東方建物跡が所在。

遺構としては建物跡2棟・瓦窯跡1基が検出されており、1970年（昭和45年）に建物跡の、1971年（昭和46年）に瓦窯跡の発掘調査が実施されている。建物は北側の崖を削平して造成され、基壇は主に地山の削り出しにより、一部は版築によって構築され瓦積の基壇化粧が認められる。建物の詳細は次の通り。
西方建物（推定金堂跡）
建物規模は桁行5間（51尺）・梁間4間（34尺）。礎石は花崗岩の自然石で、28個のうち南東隅6個を除く22個が検出されている。基壇上面には建物の焼失を示す厚さ約10センチメートルの焼土が認められる。
出土品としては、軒丸瓦（五葉複弁蓮華文）・軒平瓦（葡萄唐草文・均正唐草文・重弧文）・仏片・塑像片・蝶番・土器・小皿がある。建立は奈良時代早期頃で、平安時代頃に焼失したと推測される。
東方建物
推定建物規模は桁行5間（43尺）・梁間2間（16尺）（ただし遺構の南半は削平流出の可能性があり、規模は広がる可能性がある）。礎石は12個が検出されている。
出土品としては、瓦・仏片のほか、古銭（隆平永宝・富寿神宝など）10数枚がある。建立は西方建物からやや遅れる時期で、平安時代頃に西方建物とともに焼失したと推測される。
瓦窯跡は寺跡の東方約70メートルに所在する。傾斜角度約20度の無段式登窯が検出されており、寺跡出土瓦と同様の均整唐草文軒平瓦が出土している。
また、周辺には「塔之坂」・「大門」・「毘沙門堂跡」・「ムネン堂」・「弁天井」などの小字名が残るほか、菟田野町稲戸との境付近の山は「安楽寺山」と称される。

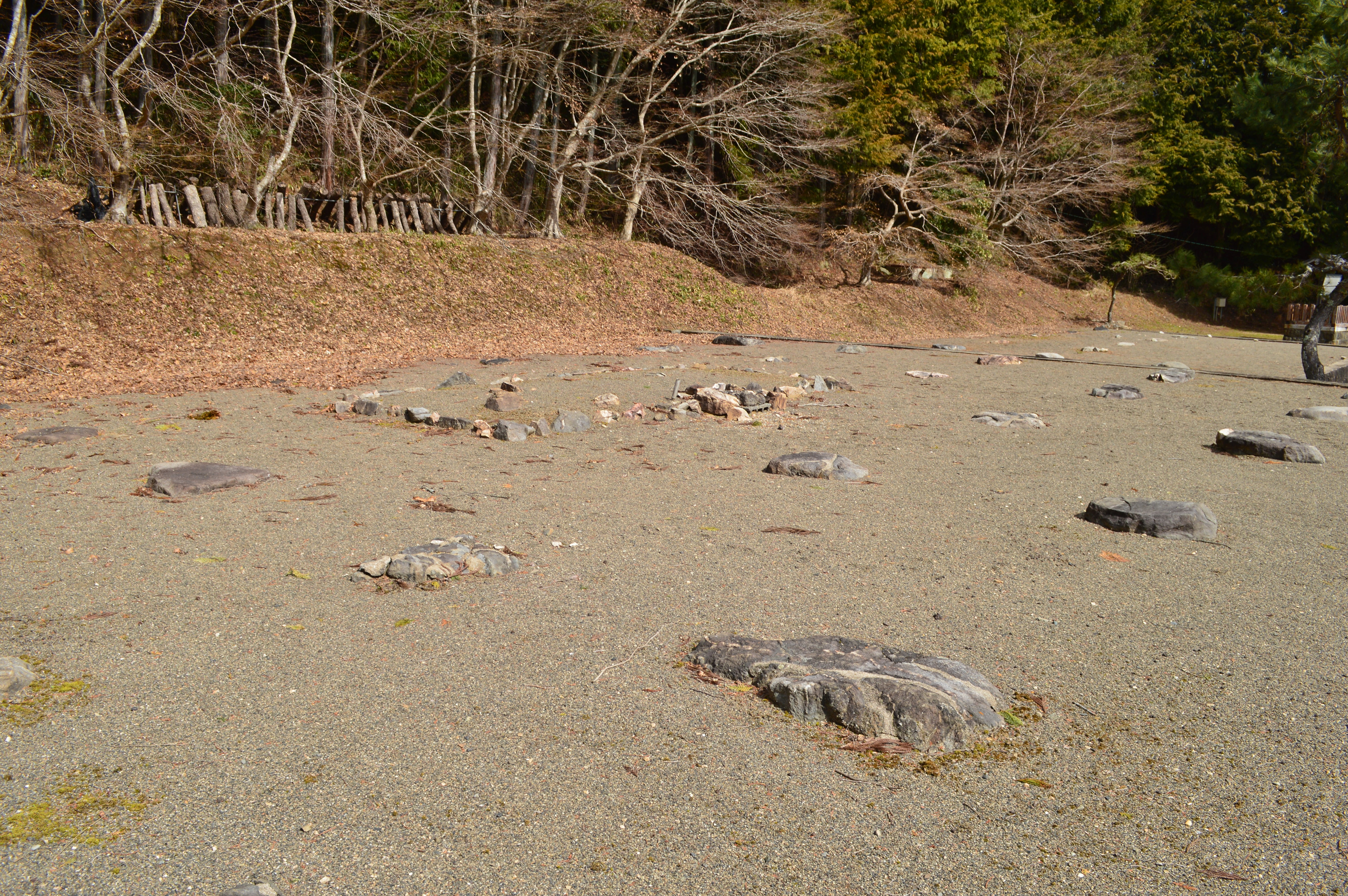
西方建物跡（推定金堂跡）
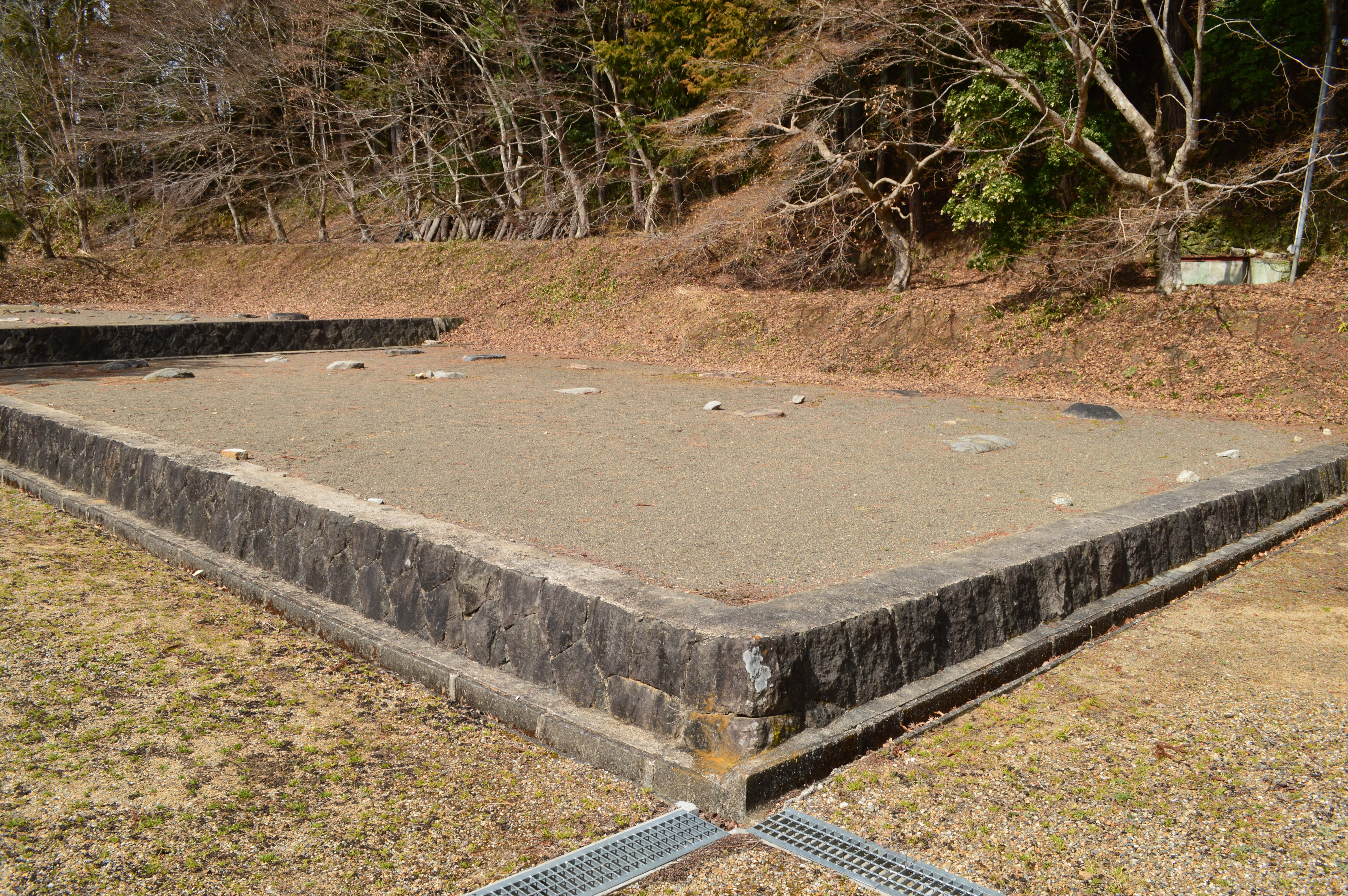
東方建物跡
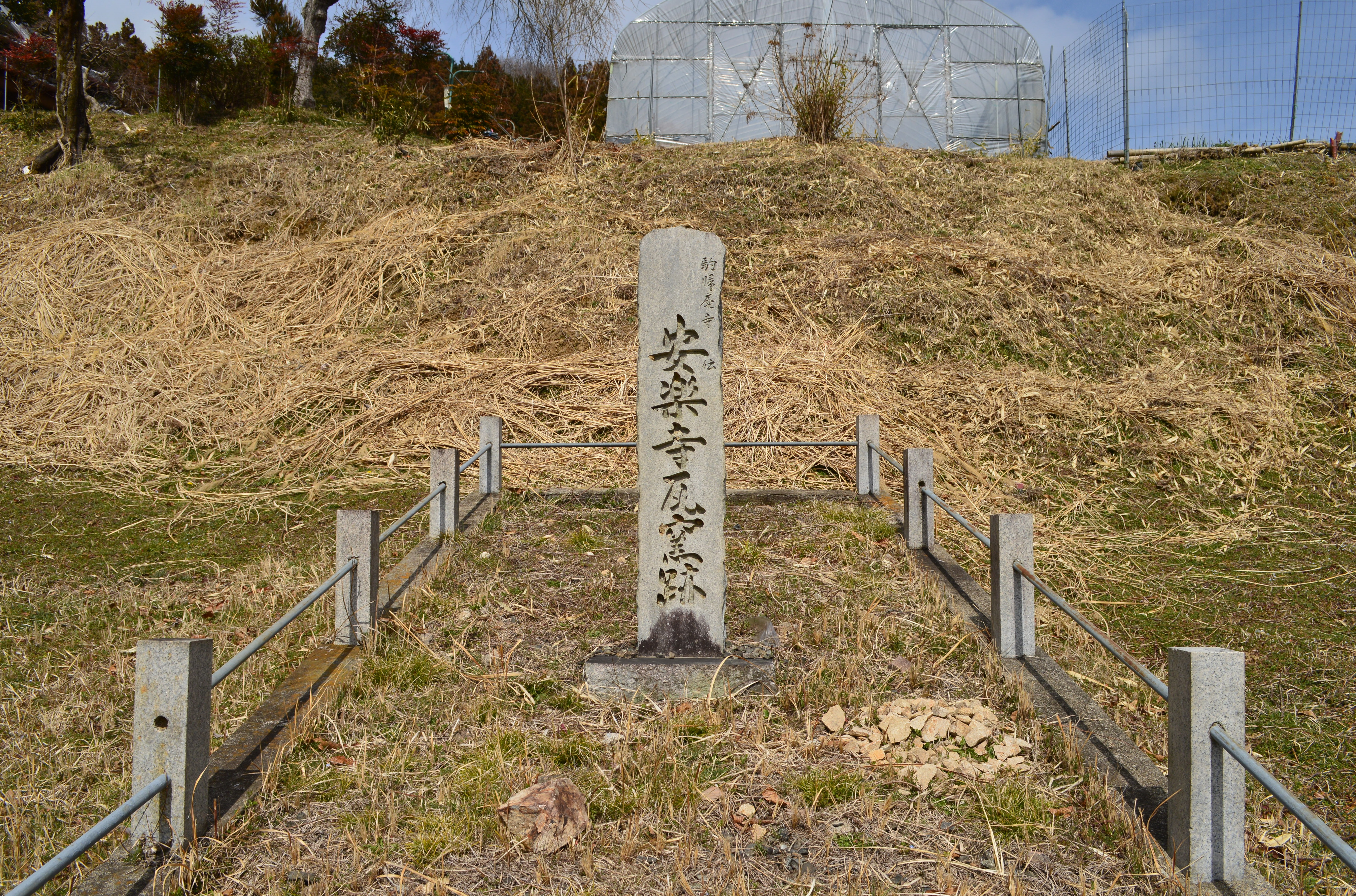
瓦窯跡

## 文化財

### 奈良県指定文化財
- 史跡
  - 駒帰廃寺（伝安楽寺） 附瓦窯跡 - 1972年（昭和47年）3月8日指定[3]。

## 関連文献
（記事執筆に使用していない関連文献）
- 菟田野町教育委員会・奈良県教育委員会・関西大学文学部考古学研究室『駒帰廃寺（伝安楽寺跡）発掘調査概要 -奈良県宇陀郡菟田野町-』菟田野町、1971年。